# Technomyrmex niasensis
Technomyrmex niasensis é uma espécie de formiga do gênero Technomyrmex.